# Teatro Dailes
O Teatro Dailes (em letão:  Dailes teātris) é um teatro profissional letão fundado pelo diretor e ator letão Eduards Smiļģis (1886-1966) no dia 19 de Novembro de 1920 na Casa da Sociedade de Socorro do Artesão de Riga (em letão:  Rīgas latviešu amatnieku palīdzības biedrība) na Rua Lāčplēša 25, Riga, Letónia. Hoje, está localizado na Rua Brīvības 75, Riga, Letónia num edifício de estilo de arquitetura funcionalista com três salões: salão grande, salão pequeno e salão de câmara. É típico do teatro encenar apresentações em grande escala e dramaticamente tensas da forma, bem como falar sobre personalidades significativas da história e da cultura do seu tempo. Segundo o realizador, estas atuações reflectem as orientações do mote teatral - clareza, simplicidade, paixão. O repertório teatral inclui obras de autores letões e estrangeiros.

## História
O fundador e o primeiro diretor principal do Teatro Dailes é Eduards Smiļģis. Os primeiros assistentes de Eduards Smiļģis foram a consultora de movimento Felicita Ertnere (1891-1975), o cenógrafo Jānis Muncis (1886-1955) e o diretor musical Burhards Sosārs (1890-1953).
O estilo teatral sempre foi diferente daquele chamado estilo teatral psicológico natural. De acordo com o diretor principal Eduards Smiļģis, o teatro “não busca uma ilusão completa (e o ator não é um imitador da vida), mas, ao fazer peças, cria uma realidade da arte que é superior à realidade da vida”.
O primeiro ano de teatro foi difícil no sentido material, pois tudo se baseava apenas no entusiasmo dos funcionários, mas o dinheiro foi sendo arrecadado aos poucos e o teatro ganhou o apreço do público.
A primeira apresentação do Teatro Dailes foi a produção da peça de Rainis "Indulis e Ārija". Eduards Smiļģis escolheu o repertório para teatro de ambas as obras ambiciosas de autores letões - Rainis, Aspazija, Anna Brigadere, Andrejs Upītis e outras obras dos clássicos mundiais - peças de William Shakespeare, Friedrich Schiller, Karl Goldon, bem como dramatizando as mais recentes gerações de dramaturgos na Europa.

## Edifício e localização
Nos primeiros 57 anos, a localização do teatro foi na Casa da Sociedade de Socorro do Artesão de Riga, na Rua Lāčplēša 25, Riga, Letónia (hoje, o Novo Teatro de Riga está localizado lá).
Em 1959, a arquiteta Marta Staņa (1913-1972) venceu um concurso organizado por Smiļģis e criou um novo projeto de construção localizado na Rua Brīvības 75, Riga, Letónia. O Teatro Dailes é um dos edifícios mais significativos da história arquitetónica da Letónia, ele está incluído no Letão. O teatro é construído no estilo da arquitetura funcionalista, o que o torna diferente de outros teatros letões.
O edifício é caracterizado por um arranjo de volume consistente e funcionalmente diferenciado e salas espaçosas e interligadas. A fachada principal do teatro forma um saguão envidraçado, estendendo-se ao longo da Rua Brīvības. Acima dela, há um logotipo teatral interpretado pelo escultor Ojārs Feldbergs. O saguão de tijolos escuros contrasta com as superfícies brilhantes de betão e vidro do amplo piso frontal. 
Existem três salas no edifício do Teatro Dailes:
• Grande salão (até 980 lugares)
• Pequeno salão (até 197 lugares)
• Sala da Câmara (até 83 lugares)

O Grande salão é dedicado à mais ampla gama de apresentações, atraindo um grande público de espectadores: dramas, comédias, tragédias, apresentações musicais, espetáculos infantis e para concertos, enquanto o salão de câmara e o pequeno salão são dedicados a estudos psicológicos de perto, produções experimentais e buscas pela estética do teatro.